# Marija Ermačkova
Marija Ermačkova, nota anche con la traslitterazione Maria Ermachkova (in russo Мария Ермачкова?; Mosca, 4 luglio 1984), è una ballerina, personaggio televisivo e coreografa russa.

## Biografia
Ha iniziato  conoscere il mondo della danza a cinque anni, grazie alla sorella. Dal 1995 al 2015, ha frequentato una scuola di danza a Mosca e in seguito, ha iniziato a perfezionare la sua tecnica di ballo, studiando e gareggiando a competizioni in numerosi stati del mondo, come Regno Unito, Hong Kong, Singapore, Stati Uniti d'America, Cina e Italia. In quegli anni ha vinto numerosi premi come lo Swiss Open, l'Austrian Open 2012, il London Ball 2010 e il Verona Open 2009. Dal 2001 al 2005, ha seguito il corso di laurea presso l'Università Statale di Mosca di Cultura e delle Arti, ottenendo la qualifica di Direttore Artistico della Compagnia di danza. Nel 2014, ha vinto il Black Pool Dance Festival 2014,competizione di Ballroom Dancing. Dal 2015 è giudice internazionale al World Dance Council, dove è accreditata come tecnico e maestra in danze standard e latine. Nel 2021, è stata giudice straordinario ai Campionati Italiani FIDS di Rimini. Nel 2016, ha partecipato come maestra nel programma Ballando con le stelle, in coppia con Pierre Cosso. È ritornata nel programma nel 2020, in coppia con Tullio Solenghi, nel 2021, con Memo Remigi, e nel 2023 con Antonio Caprarica.
Nel 2018, 2019, 2022 e nel 2024 è sempre nel cast di Ballando dove accompagna i "Ballerini per una notte".

## Riconoscimenti parziali[7]
- 2009 – Verona Open 2009 (Verona)– primo posto[13]
- 2010 – London Ball 2010 (Londra) – primo posto
- 2012 – La Classique Du Quebec (Montréal) – primo posto
- 2012 – Swiss Open 2012 – primo posto
- 2012 – Austrian Open 2012 (Innsbruck) – primo posto
- 2013 – La Classique Du Quebec (Montréal) – primo posto
- 2014 – Embassy Ball Dance Sport Championship (Stati Uniti d'America) – terzo posto
- 2014 – Asian Tour Japan Open 2014 (Tokyo) – secondo posto
- 2014 – Parinama Shanghai Open 2014 – top 7
- 2016 – Ballando con le stelle con Pierre Cosso – dodicesimo posto[14]
- 2020 – Ballando con le stelle  con Tullio Solenghi – settimo posto[15]
- 2021 – Ballando con le stelle con Memo Remigi – nono posto[16][17]
- 2023 - Ballando con le stelle con Antonio Caprarica - nono posto[18][19]